# Le Chœur des femmes
Cet article possède un paronyme, voir Le Grand Cœur des femmes.
 (octobre 2017).
Le Chœur des femmes est un roman de Martin Winckler publié en août 2009 aux éditions P.O.L,. Décrit par son auteur comme un roman médical[source insuffisante], le livre plonge le lecteur dans une unité de médecine dédiée à la médecine des femmes : « avortement, contraception, violences conjugales, maternité des adolescentes, accompagnement des cancers gynécologiques en phase terminale[source insuffisante] ».

## Résumé
Le récit met en scène Jean Atwood, jeune interne des hôpitaux en gynécologie. Un concours de circonstances l’oblige à effectuer un stage dans le service du docteur Franz Karma, unité dédiée à la médecine des femmes. Cette assignation va à l'encontre des envies de l'interne, qui souhaite travailler en chirurgie gynécologique. Affichant d’abord une attitude froide et méprisante, Jean Atwood est confronté à une pratique de la médecine respectueuse de la personne auprès du docteur Karma.

## Éditions françaises et traductions
- P.O.L, 2009  (ISBN 978-2-84682-267-1)
- Éditions Gallimard, coll. « Folio » no 5198, 2017  (ISBN 978-2-07-272267-7)

Le roman a été traduit en espagnol et en russe.

## Adaptation en BD
- Le choeur des femmes adaptation, dessin et couleurs par Aude Mermilliod, Le Lombard, avril 2021  (ISBN 978-2-8036-7713-9)